# Béla Miklós
Béla Miklós de Dálnok (Budapest, 11 de junio de 1890-ibídem, 21 de noviembre de 1948), militar y político húngaro, primer ministro del país entre 1944 y 1945, hacia el final de la Segunda Guerra Mundial.

## Biografía

### Comienzos
Miklos fue agregado militar de la embajada húngara en Berlín entre 1933 y 1936. Posteriormente, alcanzó a dirigir un regimiento. Tras desempeñar varios cargos en el ejército, en octubre de 1942 fue nombrado director de la oficina del regente Miklós Horthy.

### El final de la guerra
Miklós fue nombrado comandante en jefe del 1.er Ejército húngaro el 1 de agosto de 1944. Partidario de abandonar el Eje y pasarse a los soviéticos, fue convocado al cuartel general alemán del general Heinrici. Temiendo ser detenido, Miklós huyó acompañado por un edecán y dos sargentos en dirección al cuartel general soviético en Lisko, cerca de Przemyśl.
La mañana del 17 de octubre Miklós llegó a Lisko y, a petición de los soviéticos, hizo un llamamiento por radio a los comandantes húngaros de su 1.er Ejército para que cambiasen de bando con sus unidades. Los soviéticos, por su parte, comenzaron a formar unidades con prisioneros de guerra magiares. El llamamiento de Miklós, sin embargo, resultó un fracaso: sólo un comandante de regimiento trató de pasarse a los soviéticos, y fue pronto detenido y ejecutado por los alemanes.
Pocos días después, delegados soviéticos le plantearon la formación de un Gobierno alternativo al de Budapest, pero las negociaciones no fructificaron.

### Gobierno interino
El 21 de diciembre de 1944, se reunía en Debrecen la asamblea provisional, con representantes de los partidos comunista, de los Pequeños Propietarios, socialdemócrata y de los Ciudadanos. La asamblea nombró un Gobierno interino encabezado por Miklós, que permaneció en activo hasta las elecciones del 15 de noviembre de 1945. El gabinete de Miklós contó con el apoyo de la coalición de los cuatro partidos.
Durante su gobierno, se firmó, el armisticio con los Aliados el 21 de enero de 1945 en Moscú. Tras la toma de Budapest el 13 de febrero, el Gobierno tuvo que esperar al 14 de abril para poder trasladarse a la capital por la dura contraofensiva alemana en los alrededores de Székesfehérvár en marzo, la denominada «Ofensiva del Lago Balatón».
Su Gobierno comenzó a aplicar una reforma agraria en marzo de 1945, cuando aún no controlaba todo el territorio nacional.